# زانكت أندريه
زانكت أندريه (بالألمانية: Sankt Andrä،‏ بالسلوفينية: Sandrež) هي بلدة في مقاطعة فولفسبورج ‏ بولاية كيرنتن في النمسا. سميت نسبةً للقديس أندراوس.

## توأمة
لزانكت أندريه اتفاقيات توأمة مع كل من:
- سالدوس ،  لاتفيا
- Jelsa, Croatia [الإنجليزية]‏ ،  كرواتيا

## وصلات خارجية
- Pictures of St. Andrä